# D/visual
d/visual incorporated è una società con sede a Tokyo, nata nel 2002 col nome d/world. Questa fu fondata da Dynamic Planning e dal gruppo Marubeni, ma dopo il ritiro di quest'ultima dall'ambito dell'animazione, Federico Colpi e Kazuhiko Murata ne acquisirono la proprietà, rinominandola d/visual. Il marchio d/world continua a essere utilizzato per il sito web.

## Attività
In Italia, ma anche in molti paesi asiatici (Hong Kong, Taiwan ecc.) ed europei (Italia, Francia, Belgio, Spagna, Portogallo, Paesi Bassi ecc.) ha pubblicato manga, anime e prodotti a essi collegati (come gadget e cd musicali). È conosciuta per aver pubblicato numerose opere di illustri autori giapponesi del passato, come Shigeru Mizuki e Shōtarō Ishinomori, le edizioni deluxe di grandi successi come Ken il Guerriero, Slam Dunk e Appleseed e per avere avuto il più vasto catalogo dei lavori di Gō Nagai in italiano. Le pubblicazioni della d/visual sono state caratterizzate da una grande cura formale, come l'edizione de Le Rose di Versailles, contraddistinta da un vastissimo apparato critico. 
Nel 2011 d/visual ha terminato tutte le attività di publishing cartaceo e audiovisivo per concentrarsi solo sui contenuti digitali per i mercati asiatici e sulla produzione cinematografica, di effetti speciali e d'animazione, e anche altre attività come mostre culturali e ristorazione, abbandonando completamente il mercato europeo. 
A seguito di un accordo collaborativo tra d/visual e Grani & Partners, il catalogo editoriale per l'Italia di d/visual, assieme alla detenzione dei diritti di pubblicazione delle opere che trattava, passa a GP Publishing, come nuova responsabilità editoriale per l'Italia; mentre l'unica serie home video in lingua italiana che d/visual stava ancora trattando come distributore in quel periodo, Ufo Robot Goldrake, è stata interrotta al decimo DVD a causa di un contenzioso tra i due editori Dynamic Planning e Toei Animation.
Nell'ambito della produzione, d/visual ha prodotto il primo cortometraggio giapponese interamente realizzato in computer grafica, Cutie Honey (2001) diretto da Hiroyuki Kitakubo su sceneggiatura di Dai Satō (rimasto incompleto dopo che Dynamic Planning licenziò i diritti cinematografici a Hideaki Anno); ha inoltre creato alcune delle scene principali di Shin Godzilla, sempre di Hideaki Anno, di Patlabor: Reboot e di Kingsglaive: Final Fantasy XV; i videogiochi Gravity Daze e Fire Emblem Heroes; gran parte degli episodi della saga di Garo; e numerosi film pubblicitari per Toyota e Sony. Federico Colpi è anche citato come collaboratore della produzione di Hayao Miyazaki: Never Ending Man.
Il 25 marzo 2021 ha annunciato sul proprio sito un accordo con Disney che le consente di diventare il primo editore in Giappone a pubblicare i fumetti legati a Topolino. Il 31 marzo ha annunciato il lancio di PK - Paperinik New Adventures e di Mickey Mouse Mystery Magazine, rendendo pubbliche le cover dei primi sei volumi delle due serie. La pubblicazione primaria avviene in digitale.
In Asia è conosciuta anche per le sue fumetterie e gallerie d'arte (tenute in Taiwan, Thailandia, Cina, Hong Kong, Singapore ecc.), per l'attività di ristorazione (Taiwan, Thailandia) e per la progettazione e produzione di gadgets legati all'animazione (sotto le etichette d/toys, d/style e d/vibe). I suoi studi si trovano a Taipei (Taiwan) e Bangkok (Thailandia).

## Pubblicazioni in Giappone
In Giappone d/visual pubblica i seguenti titoli con l'etichetta d/books:
- PK - Paperinik New Adventures
- Mickey Mouse Mystery Magazine

## Pubblicazioni in Italia
In Italia d/visual ha pubblicato e trattato i diritti dei seguenti titoli con l'etichetta d/books, pubblicandoli sotto diverse collane:

### Manga (e altro)
- Amon - The Darkside of Devilman
- Appleseed
- B.Q. - Side A: The Mouse Book
- B.Q. - Side B: The Fly Book
- Beast of East (interrotta al volume 1 di 3)
- Birth
- Capitan Harlock
- Cutie Honey '21
- Devil Lady
- Devilman
- Devilman - Time Travellers
- Dynamic Heroes
- Dynamic Superobot Wars
- Getter Saga
- Guerrilla High
- Gunslinger Girl (interrotta al volume 10 di 15)
- Il cammello che ride
- Il Grande Mazinga
- Il Grande Mazinga (disegni di Gosaku Ota)
- Jeeg robot d'acciaio
- Kajimunugatài: racconti di vita e di morte portati dal vento
- Kaze (interrotta al volume 3 di 8)
- Kekko Kamen
- Ken il guerriero
- Kitaro dei cimiteri (pubblicata parzialmente in 3 volumi tramite raccolta di capitoli)
- L'Enciclopedia delle Kagate (interrotta al volume 1 di 2)
- La Divina Commedia
- La regina dei mille anni
- Le Rose di Versailles
- Le Rose di Versailles - Le storie gotiche [pubblicata in 2 volumi supplementari all'edizione della serie principale]
- La strada di Ryu (interrotta al volume 1 di 5)
- La voce delle stelle
- Leviathan (interrotta al volume 5 di 11)
- Mao Dante
- Mao Dante - Nuova serie (Shin Mao Dante)
- Maria Ammazzatutti (interrotta al volume 1 di 3)
- Mars
- Masked Rider (Kamen Rider)
- Mazinger Angels
- Mazinga Z
- Mazinga Z (disegni di Gosaku Ota)
- Mazinkaiser
- Overman King Gainer (interrotta al volume 5 di 7)
- Pied Piper  (interrotta al volume 4 di 6)
- R
- Robot (interrotta al volume 2 di 10)
- Ryu il ragazzo delle caverne
- Sakura Mail (interrotta al volume 1 di 20)
- Shutendoji
- Slam Dunk
- Days After
- Strange Days - The Apocalypse of Devilman
- Tokyo Babylon
- Tokyo Tribe 2 (interrotta al volume 1 di 12)
- UFO Robot Goldrake
- UFO Robot Goldrake (disegni di Gosaku Ota)
- Ultra Heaven (interrotta al volume 2 di 3; serie attualmente in hiatus in patria)
- Urotsukidoji
- Violence Jack (interrotta al volume 19 di 45)
- Yapoo - Il bestiame umano (interrotta al volume 4 di 8)
- yoshitoshi ABe lain illustrations
- Z Mazinger

### Anime
In Italia d/visual ha pubblicato la maggior parte dei seguenti titoli -senza usare nessuna "etichetta" specifica ma il proprio nome- e distribuiti tramite il proprio distributore Italiano, d/fusion.
Per quanto riguarda i titoli non pubblicati direttamente da loro, d/visual è stata comunque coinvolta ricoprendo importanti ruoli riguardo la relativa pubblicazione per l'Italia.
- La voce delle stelle (volume DVD unico)
- Lei e il gatto (distribuito in allegato nell'edizione DVD de La voce delle stelle)
- Mazinkaiser (serie OAV da 7 episodi distribuita in 2 uscite DVD)
- Mazinkaiser contro il Generale Nero (volume DVD unico)
- Mobile Suit Gundam (serie in 11 volumi DVD distribuiti in due Box; ha curato il ridoppiaggio del 2004 con un nuovo adattamento; unica serie la cui distribuzione per l'Italia fu affidata ad un editore diverso: Dynit)
- Otaku no Video (serie OAV da 2 episodi distribuito in un volume DVD unico; è accreditata per la progettazione dell'edizione home-video; la distribuzione per l'Italia fu a cura di Dynit, allora ancora Dynamic Italia)
- Ufo Robot Goldrake (serie interrotta: 10 volumi DVD pubblicati su 12 previsti)